# Parocnophila latirostrata
Parocnophila latirostrata är en insektsart som beskrevs av Oliver Zompro 200. Parocnophila latirostrata ingår i släktet Parocnophila och familjen Diapheromeridae. Inga underarter finns listade i Catalogue of Life.